# 都爹利街
都爹利街（英語：Duddell Street）位於香港中環皇后大道中以南，南端連接雪廠街。
都爹利街本身是一條小街，只有一端可以通車，在與雪廠街連接之處有一條花崗石樓梯與4支煤氣燈，煤氣燈為全香港僅餘，歷史悠久，於1979年8月15日被列為香港法定古蹟。

## 石階及煤氣路燈
石階約建於1875年至1889年間，以花崗石築成，其上裝有的4支煤氣燈安裝年份不詳，最早有這幾枝燈的紀錄則在1922年，屬「雙燈泡羅車士打款式」（Two-light Rochester Models），是英國出產。煤氣燈後來一度中止運作，於1948年2月29日重開，全港其他煤氣街燈於其後20年被電燈所取代。香港政府曾經希望把燈柱送往香港歷史博物館，其後決定保存，由煤氣公司供應煤氣及負責維修。
1984年市政局為這4支煤氣燈在英國訂造燈紗及燈罩，現時煤氣燈由傍晚6時至早上6時亮燈，自動開關。
不少香港電視劇、音樂影片和電影均以都爹利街為場景，尤其是情侶間調情的情節。例如：樂壇天后鄭秀文《默契》的音樂錄影帶，便在此處拍攝。

2018年9月16日，超強颱風山竹襲港，石階扶手和3支煤氣燈被大樹壓毀，還有1個燈罩破損。古蹟辦使用三維掃描技術修復石階，及由英國聘用專家進行煤氣燈修復，香港中華煤氣公司安裝及調整測試後，煤氣燈在一年多後的2019年12月23日傍晚再次點亮。 

## 圖片集

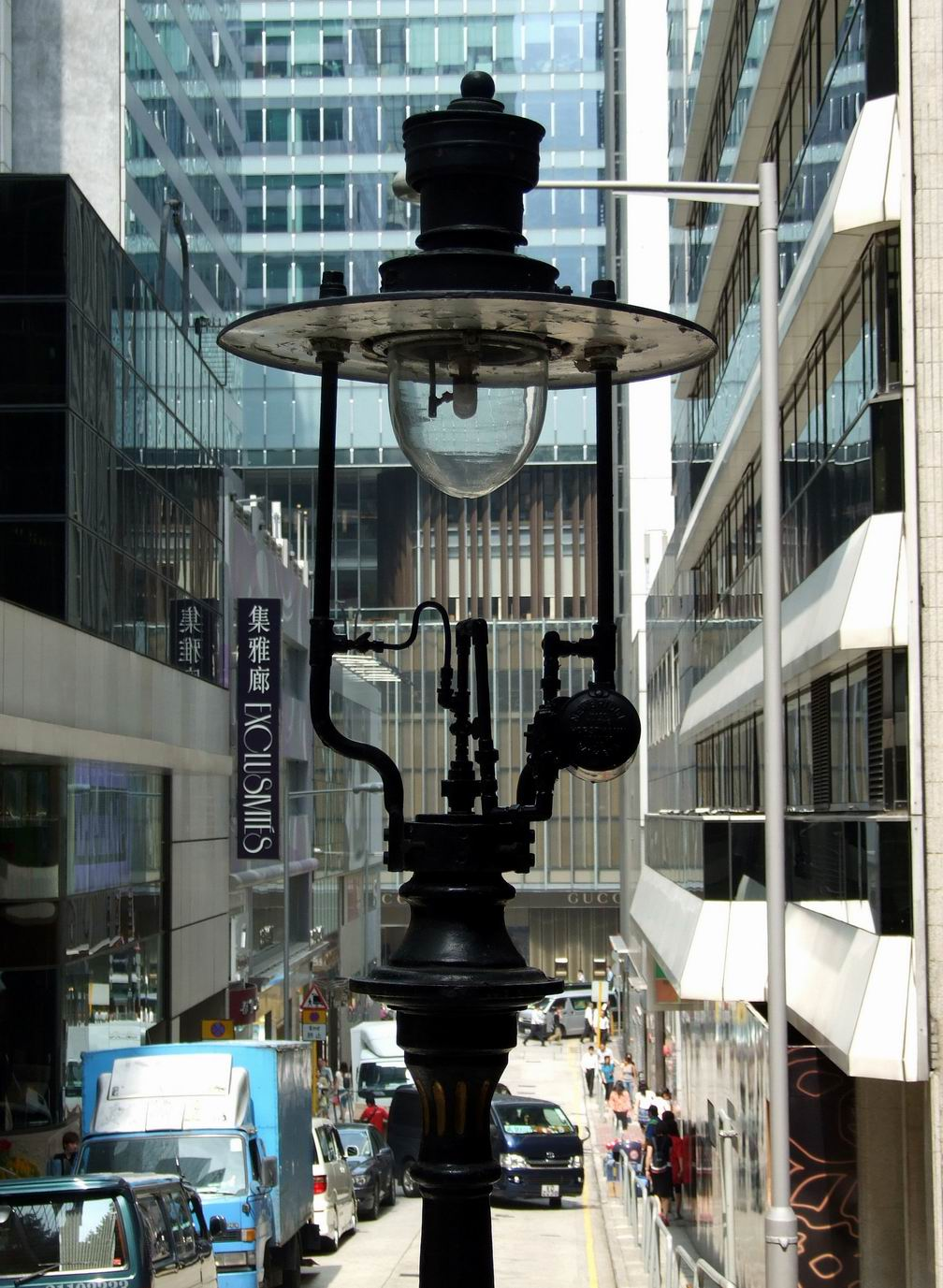
煤氣燈近照
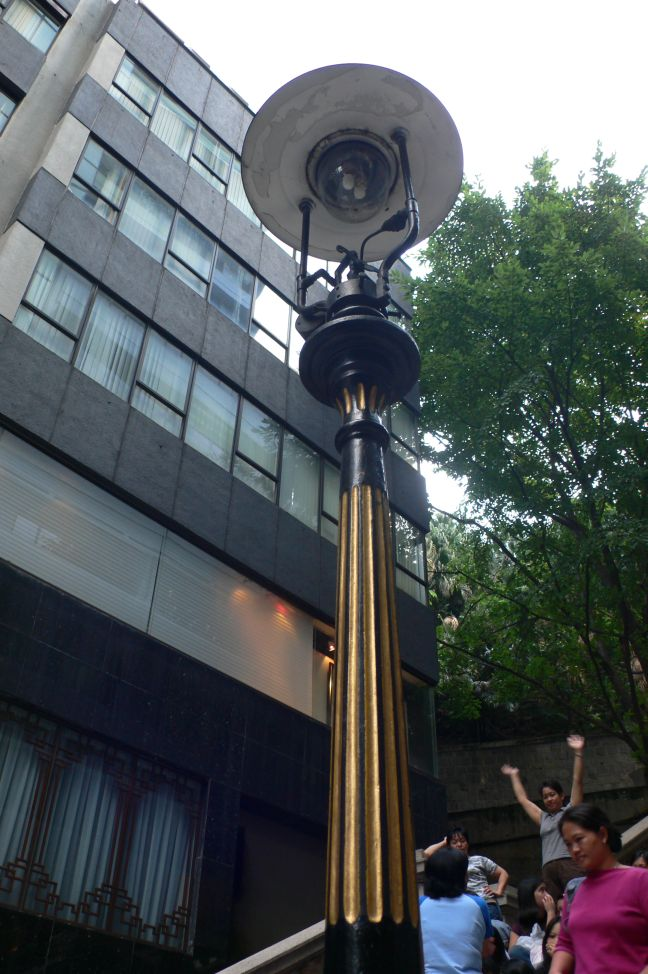
煤氣燈
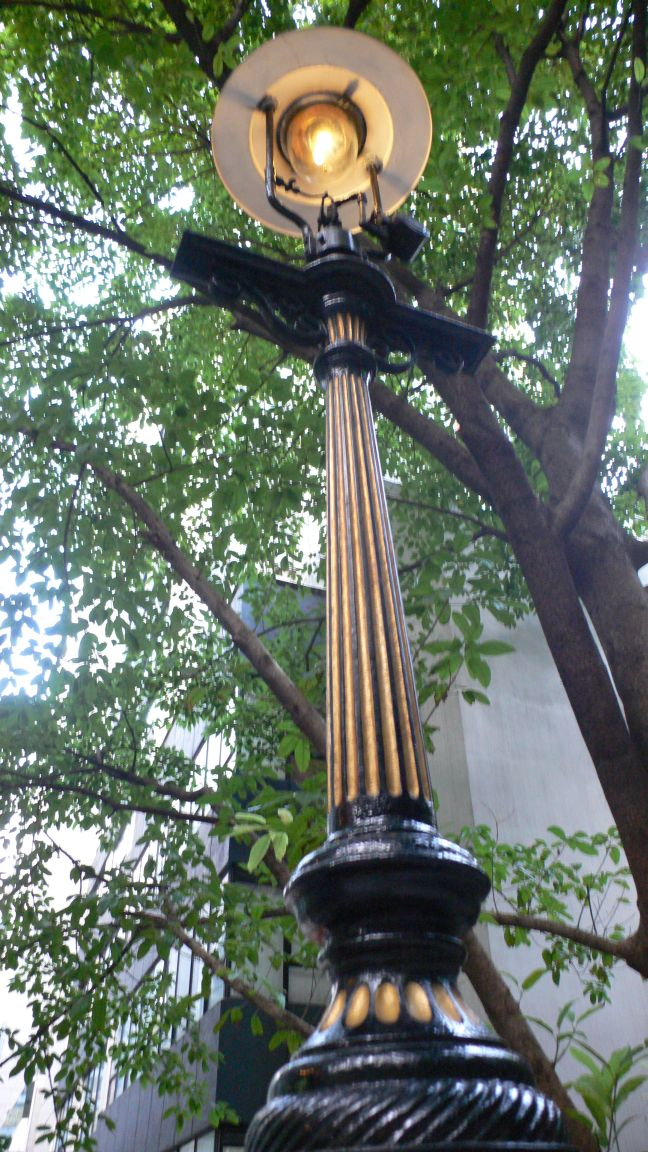
煤氣燈亮燈
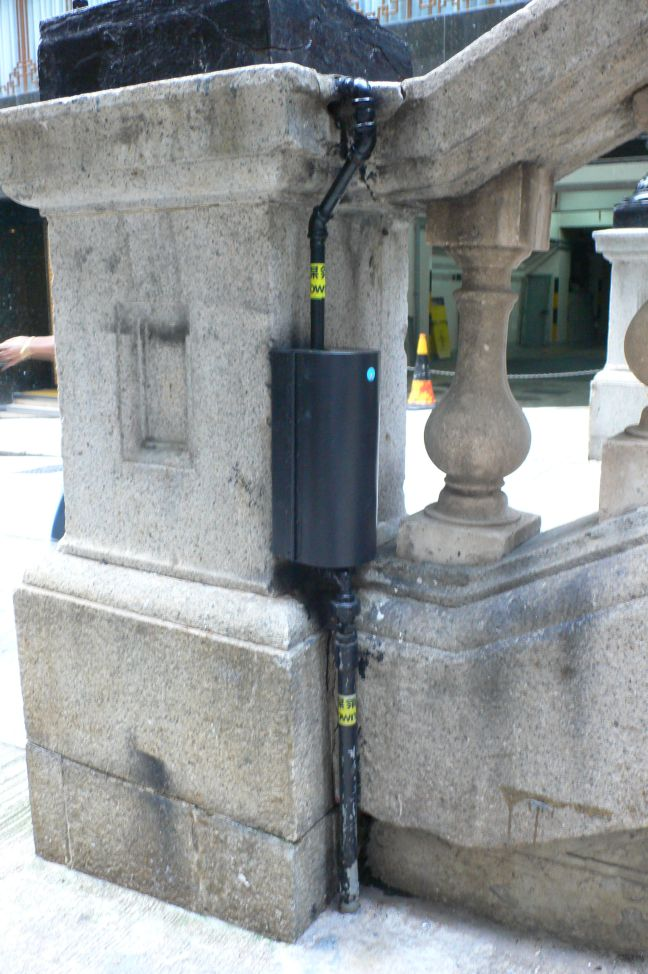
煤氣燈之煤氣供應管
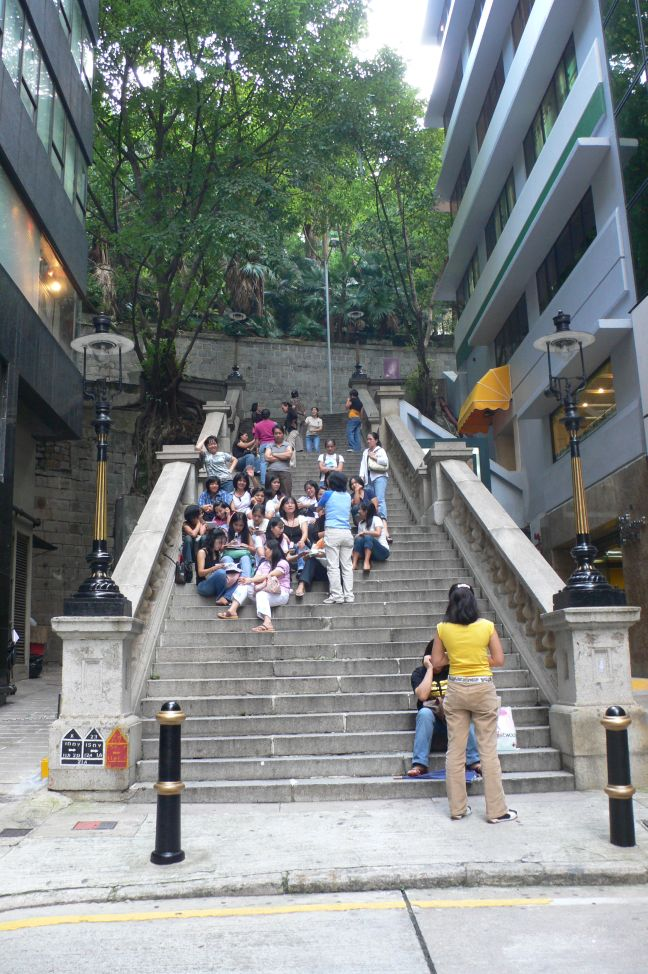
都爹利街石階
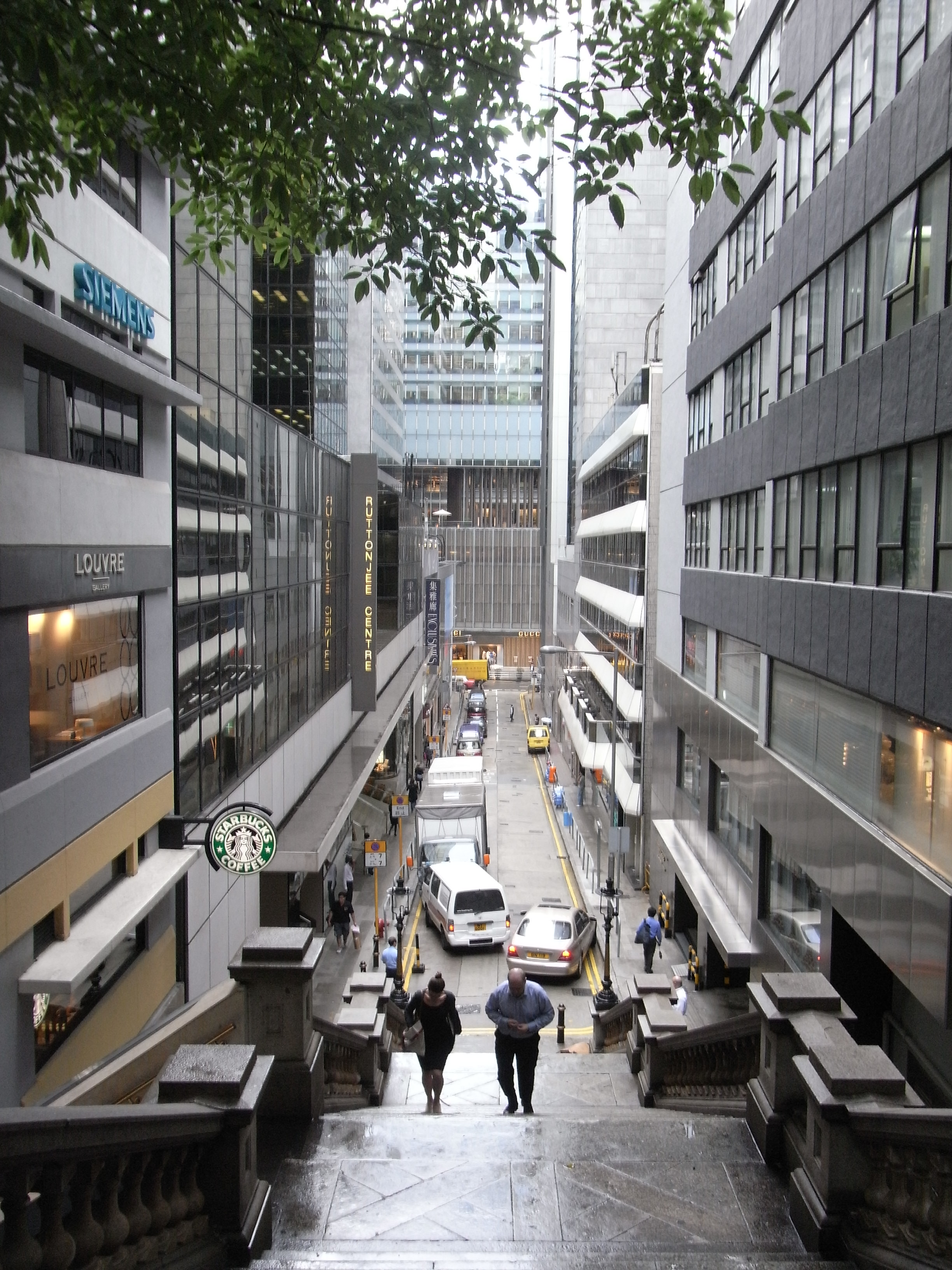
由石階的雪廠街一方望向皇后大道中
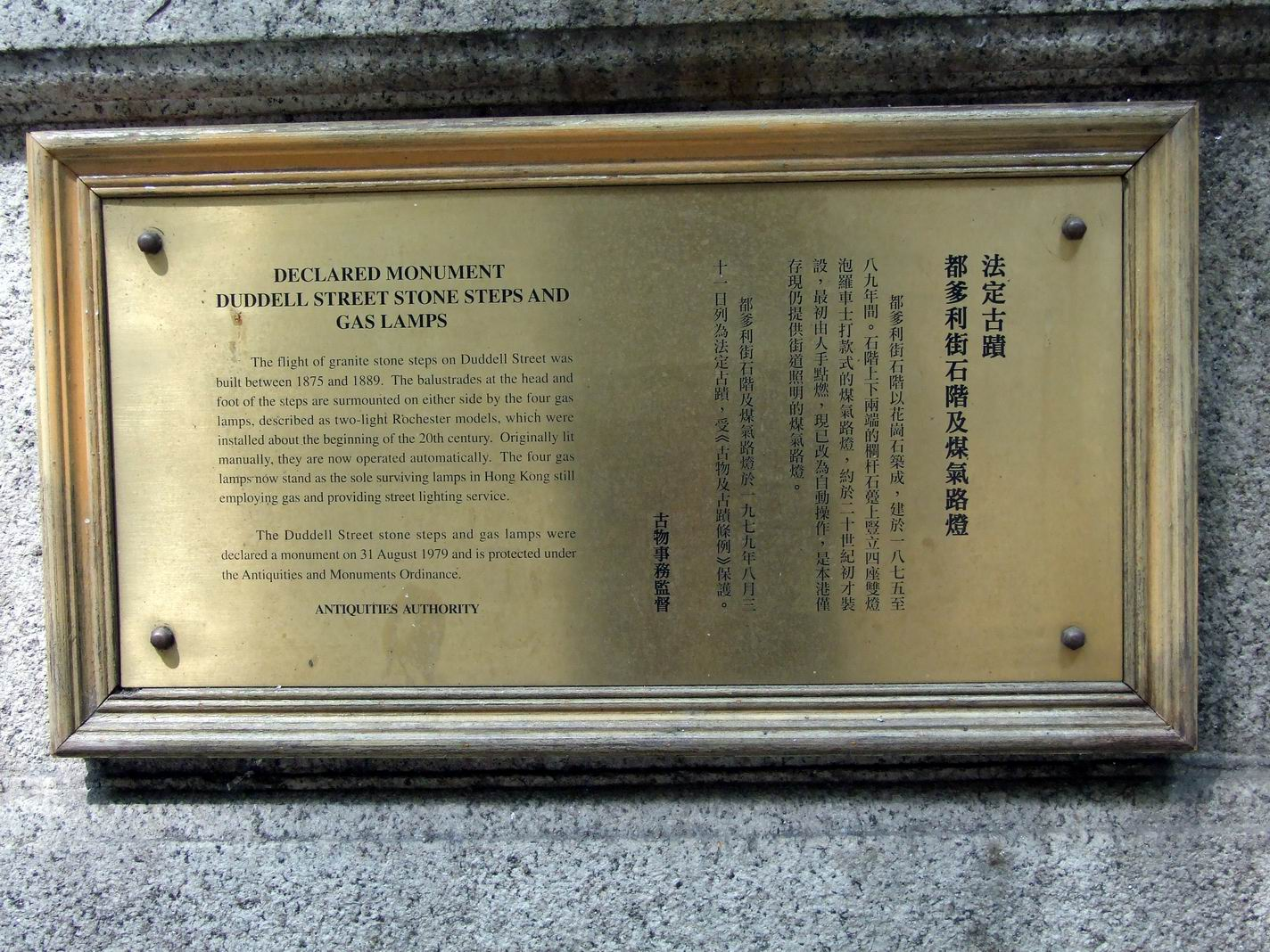
石階及煤氣路燈古蹟銘牌
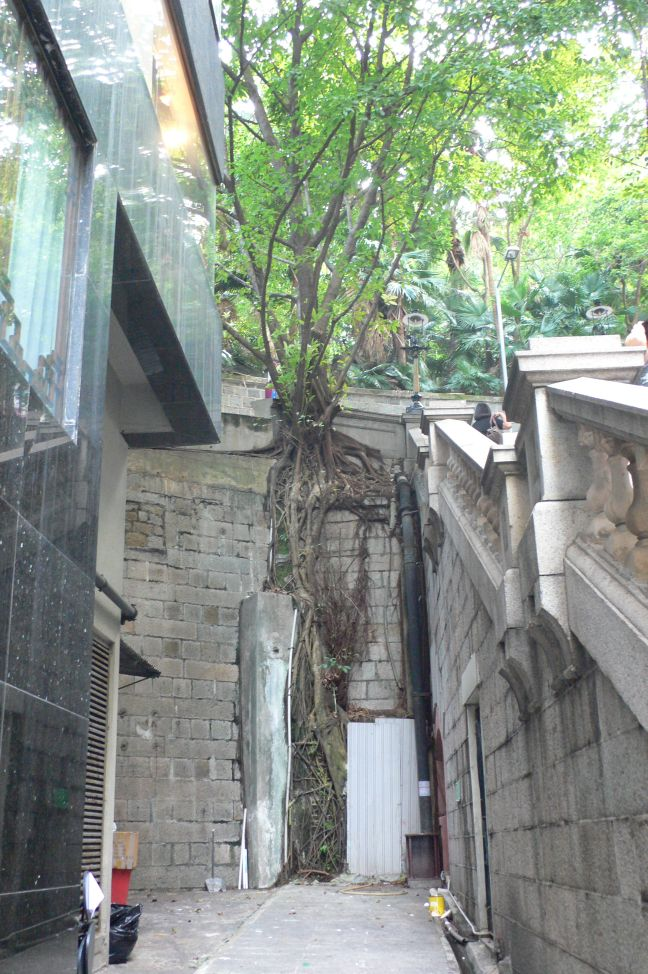
石牆上的一棵大樹
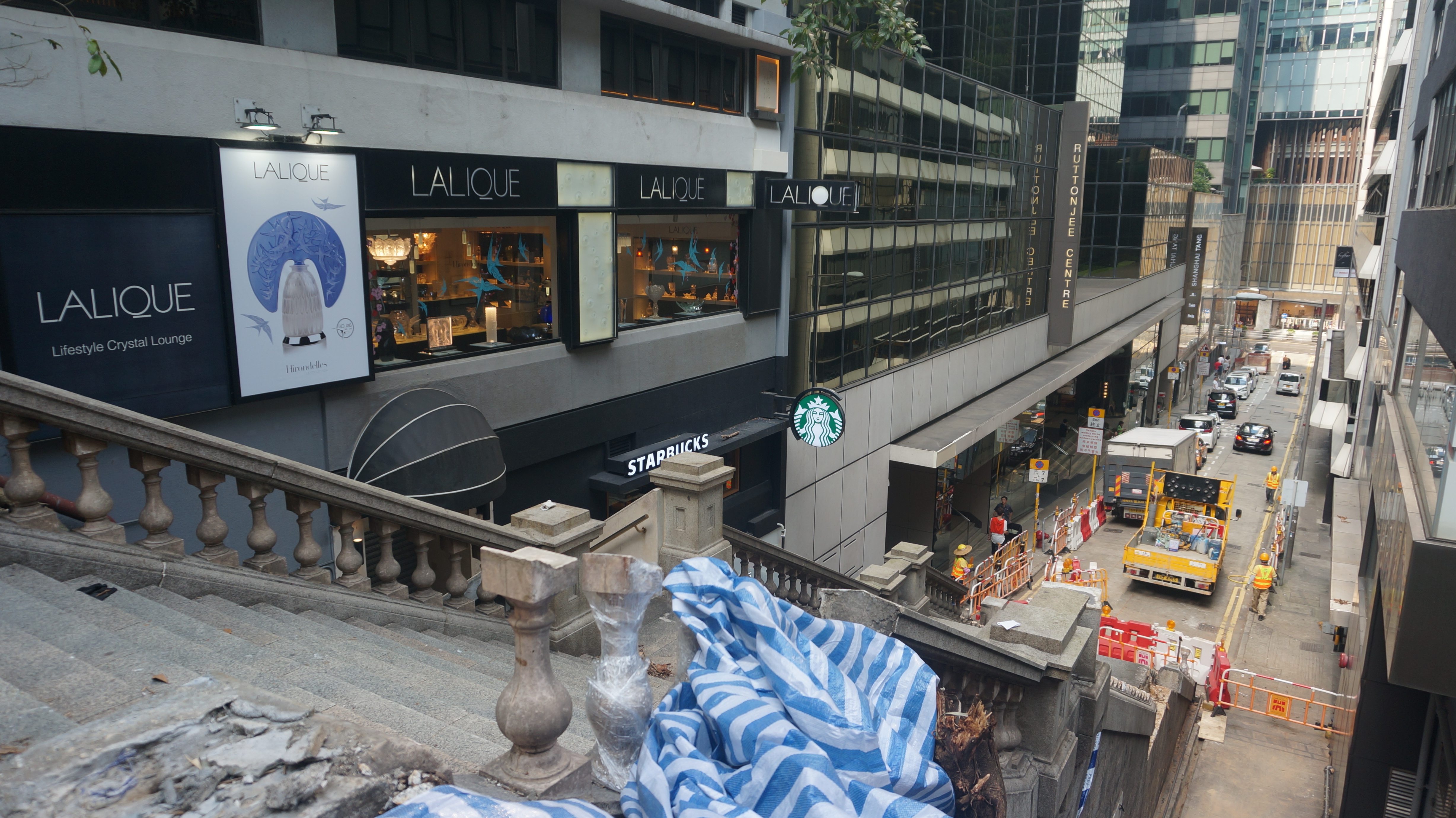
2018年9月超強颱風山竹襲港兩星期後，都爹利街石階可見路政署正在清理和修理工作。

## 鄰近
- 律敦治中心（Ruttonjee Centre），都爹利街11號，第一期律敦治大廈（Ruttonjee House）及第二期帝納大廈（Dina House）
- 樂成行（Baskerville House），都爹利街13號 / 雪廠街22號
- 印刷行（Printing House），都爹利街6號 / 雪廠街18號
- 香港鑽石會大廈（Hong Kong Diamond Exchange Building），都爹利街8-10號 / 雪廠街20號
- 皇后大道中九號
- 中環置地廣場
- 置地文華東方酒店
- 上海商業銀行大廈
- 新世界大廈

## 外部連結
- 康文署：都爹利街石階及煤氣路燈
- William Sugg & Co: Rochester & Littleton（页面存档备份，存于）（英文）
- 古物古蹟辦事處：香港法定古蹟 - 中環都爹利街石階及煤氣路燈（页面存档备份，存于）

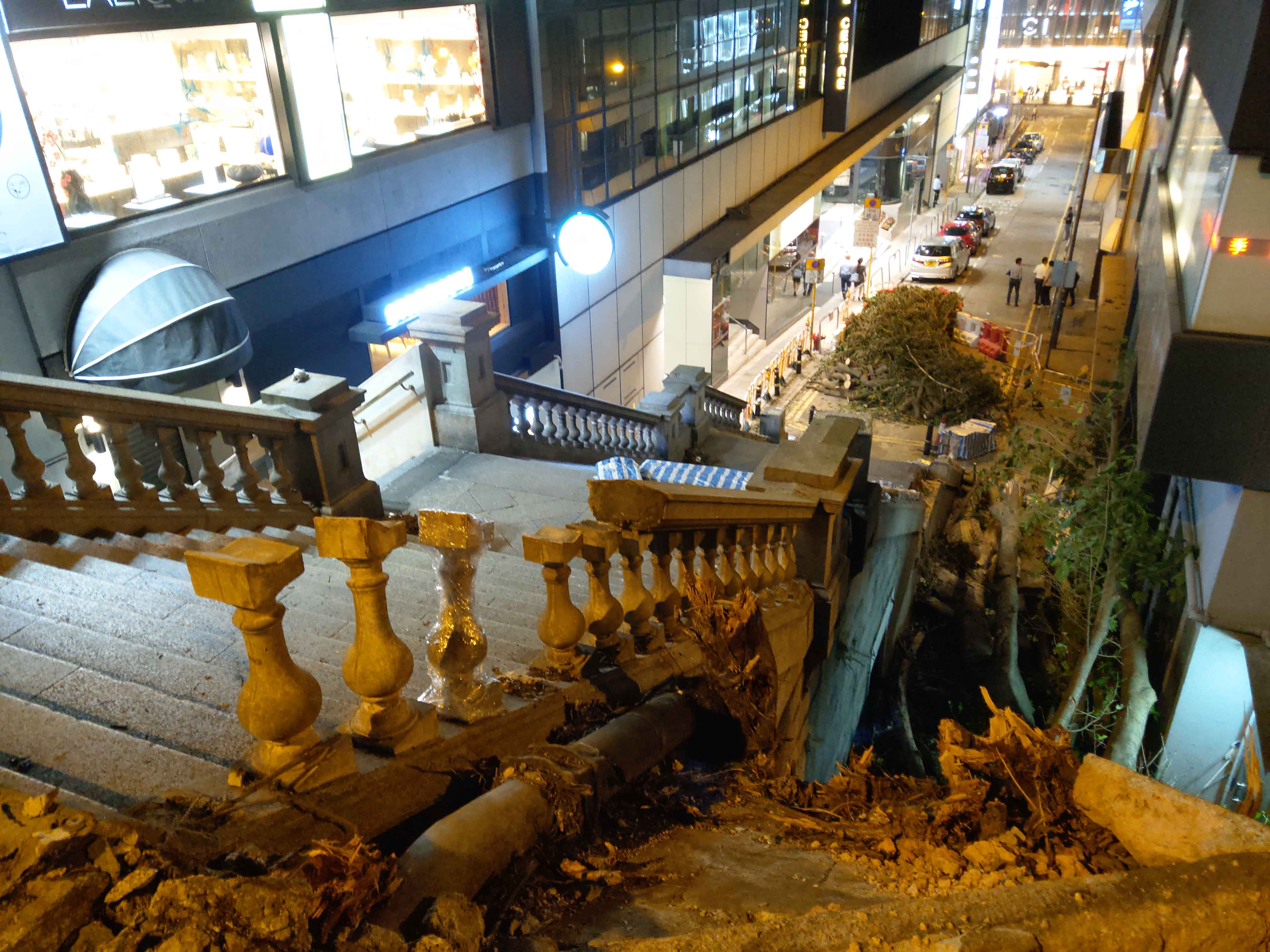
2018年9月超強颱風山竹襲港後，石階扶手和3支煤氣燈被大樹壓毀

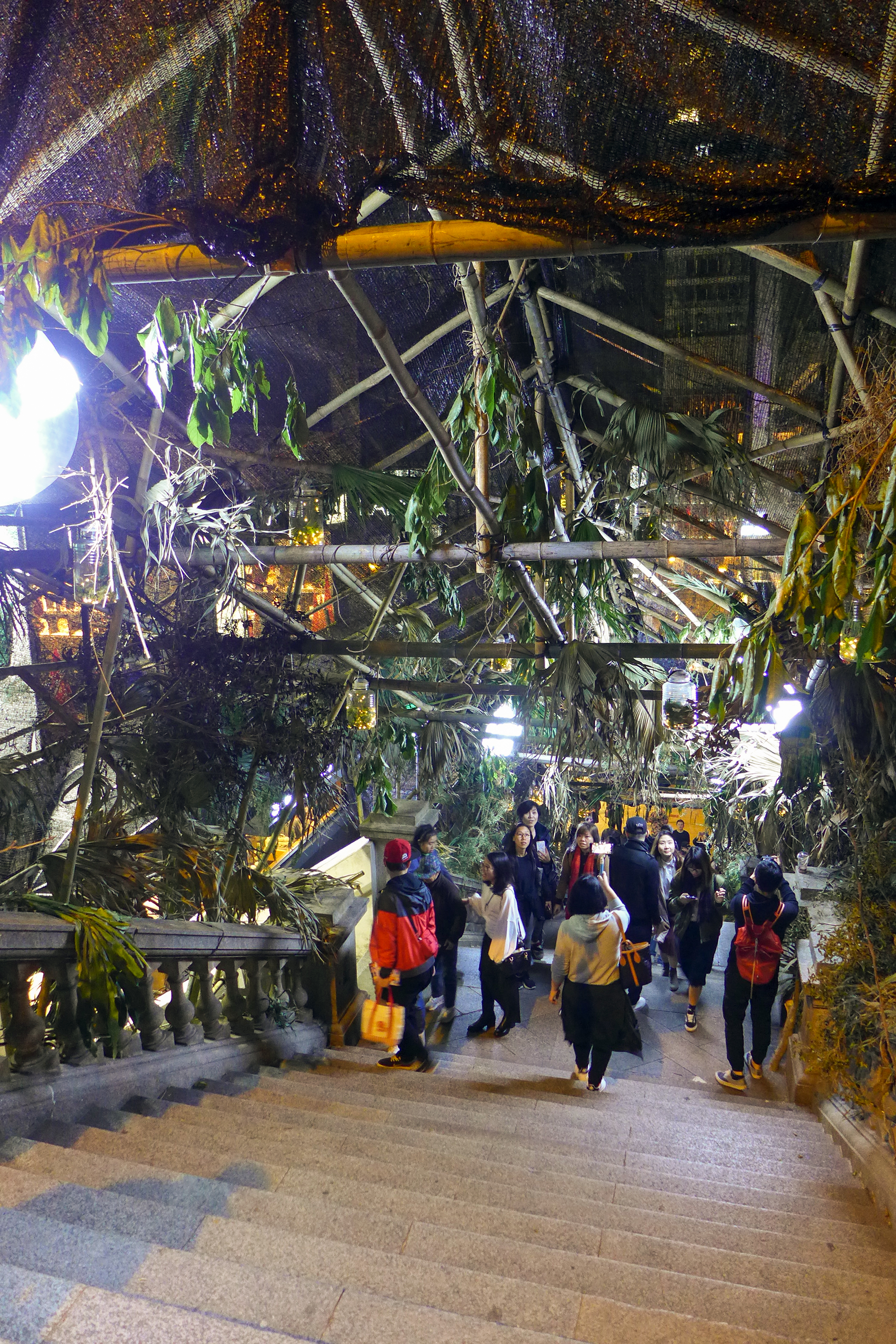
2017年「光·影·香港夜」活動，樓梯變身為MAP Office作品「你將會看見的…」，藝術家以竹搭成的籠來罩著石階，承載著形形色色的發光昆蟲裝飾

- The Industrial History of Hong Kong Group: William Sugg & Company, London – manufacturer of the Duddell Street Gas lamps, Central（页面存档备份，存于）（英文）